# Pseudaphritis urvillii
Pseudaphritis urvillii är en fiskart som först beskrevs av Achille Valenciennes 1832.  Pseudaphritis urvillii ingår i släktet Pseudaphritis och familjen Pseudaphritidae. Inga underarter finns listade i Catalogue of Life.